# Lansford (Dakota del Norte)
Lansford es una ciudad ubicada en el condado de Bottineau en el estado estadounidense de Dakota del Norte. En el censo de 2010 tenía una población de 245 habitantes y una densidad poblacional de 273,4 personas por km².

## Geografía
Lansford se encuentra ubicada en las coordenadas 48°37′37″N 101°22′34″O / 48.62694, -101.37611. Según la Oficina del Censo de los Estados Unidos, Lansford tiene una superficie total de 0.9 km², de la cual 0.9 km² corresponden a tierra firme y (0%) 0 km² es agua.

## Demografía
Según el censo de 2010, había 245 personas residiendo en Lansford. La densidad de población era de 273,4 hab./km². De los 245 habitantes, Lansford estaba compuesto por el 96.73% blancos, el 1.22% eran afroamericanos, el 0.41% eran amerindios, el 0% eran asiáticos, el 0% eran isleños del Pacífico, el 0.41% eran de otras razas y el 1.22% pertenecían a dos o más razas. Del total de la población el 3.67% eran hispanos o latinos de cualquier raza.